# Palmer (Teksas)
Palmer – miasto w Stanach Zjednoczonych, w stanie Teksas, w hrabstwie Ellis.